# 孙氏店站
孙氏店站，位于中华人民共和国山东省济宁市兖州区黄屯乡，是新兖铁路上的火车站，建于1912年，由济南铁路局兖州车务段管辖，离新乡站296公里，离兖州站18公里。

## 車站周邊
- 得润丰工程机械
- 山东能源淄矿集团加油站

## 业务办理
客运办理旅客乘降，行李，包裹托运业务。不办理货运业务。

## 歷史
- 建于1912年。